# Karel Čapek (lední hokejista)
Karel Čapek (10. dubna 1950, Okřešice) je český hokejista a sportovní funkcionář, dlouholetý ředitel klubu SK Horácká Slavia Třebíč.

## Biografie
Karel Čapek s hokejem začínal v Okřešicích, následně pak trénoval s hokejisty v Třebíči. V roce 1967 začal hrát za třebíčské muže SK Horácká Slavia Třebíč, roku 1969 odmaturoval a odešel na vojnu do Trenčína, kde pokračoval s hokejem v místním týmu. Následně odešel hrát do VSŽ Košice, kdy ty za jeho přestup zaplatily plech na stavbu třebíčského stadionu, soustředění třebíčských hokejistů v Bulharsku a samotný přestup. Po 11 sezónách v Košicích se vrátil do Třebíče, kde se stal hrajícím trenérem mužského týmu a trenérem mládežnických kategoriích. Čtyři roky trénoval ženskou hokejovou reprezentaci. Po roce 1991 se stal klubovým funkcionářem, stal se vedoucím sekretariátu, roku 1998 se stal ředitelem SK Horácká Slavia Třebíč, tím je i v roce 2018. Na pozici generálního ředitele SK Horácká Slavia skončil ke konci roku 2019.
Je jedním z těch, kteří třebíčský hokejový klub přivedli a dlouhodobě udrželi v 1. hokejové lize, byl také uveden do síně slávy města Třebíč. Je také uveden v síni slávy třebíčského hokeje. V roce 2020 byl oceněn Cenou města Třebíče.